# Blue Tiger (filme)
Blue Tiger - Desafiando à Yakuza é um filme de ação nipo-americano de 1994 dirigido por Norberto Barba e estrelado por Virginia Madsen.

## Sinopse
Gena é uma doce e dedicada mãe do pequeno Darin. Certo dia ela está fazendo compras com seu filho quando ocorre um tiroteio entre duas famílias rivais da Yakuza, a máfia japonesa. Uma bala perdida atinge o garoto, matando-o. Fora de si, Gena jura vingança contra o assassino, custe o que custar. Após fugir de um sanatório, obcecadamente ela procura no submundo do crime um homem da Yakuza com uma tatuagem de um tigre azul, que é o assassino de seu filho. Ela investiga todas as casas de tatuagens e, após muita procura, encontra Smith, que fez a tatuagem no homem da Yakuza. Smith tatua nela um tigre vermelho que, segundo a lenda japonesa, é o lado místico que completa e atrai o tigre azul. Agora servindo como isca viva, ela se expõe ao perigo trabalhando como garçonete nos bares frequentados pelos membros da máfia, pois nada lhe tirará seu desejo de vingança.

## Elenco
- Virginia Madsen	...	Gina Hayes
- Tôru Nakamura	...	Seiji
- Dean Hallo	...	Henry Soames
- Ryo Ishibashi	...	Gan
- Sal Lopez	        ...	Luis
- Yuji Okumoto	...	Tenente Sakagami
- Harry Dean Stanton	...	Smith
- Brenda Varda	...	Emily
- François Chau	...	Soya
- Henry Mortensen	...	Darin Hayes
- Claudia Templeton	...	Nun
- Toshishiro Obata	...	Kunimatsu

## Ligações Exteriores
- IMDB
- Descrição no CineMenu